# Mourad Medelci
Mourad Medelci, né le 30 avril 1943 à Tlemcen et mort le 28 janvier 2019 à Alger, est un homme politique algérien.
Ministre des Finances à deux reprises entre 2001 et 2007, ministre des Affaires étrangères de 2007 à 2013, il préside le Conseil constitutionnel de 2013 à sa mort.

## Biographie
Mourad Medelci est né le 30 avril 1943 à Tlemcen (Algérie).
Licencié en sciences économiques de l'université d'Alger en 1966, il occupera des postes de direction dans plusieurs groupes publics avant de devenir directeur général de la SNTA. À partir de 1980, il entre dans la fonction publique avant d'occuper des postes ministériels ou institutionnels depuis 1988 jusqu'à sa mort.
Entre 1999 et 2001, il est ministre du Commerce. De 2001 à 2002, il occupe les fonctions de ministre des Finances en plein scandale de l’affaire Khalifa. De 2002 à 2005, il est conseiller à la présidence de la République. Il est à nouveau ministre des Finances de 2005 à 2007.
De 2007 à 2013, il occupe le portefeuille de ministres des Affaires étrangères.
En septembre 2013, il est nommé à la tête du Conseil constitutionnel algérien. Il remplace Tayeb Belaiz.
Il meurt le 28 janvier 2019 à Alger, moins de trois mois avant la tenue prévue de l'élection présidentielle. Il est inhumé au cimetière Zedek de Ben Aknoun.

## Détail des mandats et fonctions
- 2013- 2019 : président du Conseil constitutionnel algérien
- 2007-2013 : ministre des Affaires étrangères
- 2005-2007 : ministre des Finances
- 2002-2005 : conseiller à la présidence de la République
- 2001-2002 : ministre des Finances
- 1999-2001 : ministre du Commerce
- 1991-1992 : ministre délégué au Budget
- 1988-1989 : ministre du Commerce
- 1980-1988 : secrétaire général du ministère du Commerce